# Vlky
Vlky este o comună slovacă, aflată în districtul Senec din regiunea Bratislava. Localitatea se află la altitudinea de 126 m deasupra n.m., se întinde pe o suprafață de 3,622 km2 și în 2017 număra 408 locuitori.

## Istoric
Localitatea Vlky este atestată documentar din 1277.

## Demografie
| An:                | 1994 | 2004    | 2014   | 2024   |
| ------------------ | ---- | ------- | ------ | ------ |
| Număr de persoane: | 360  | 407     | 423    | 415    |
| Diferență:         |      | +13,05% | +3,93% | −1,89% |

| An:                | 2023 | 2024   |
| ------------------ | ---- | ------ |
| Număr de persoane: | 416  | 415    |
| Diferență:         |      | −0,24% |